# Nelly Jörgensen
Nelly Jörgensen es una deportista sueca que compitió en natación. Ganó dos medallas en el Campeonato Europeo de Natación en Piscina Corta de 1996, plata en 4 × 50 m libre y bronce en 4 × 50 m estilos.

## Palmarés internacional
| Campeonato Europeo en Piscina Corta | Campeonato Europeo en Piscina Corta | Campeonato Europeo en Piscina Corta | Campeonato Europeo en Piscina Corta |
| Año                                 | Lugar                               | Medalla                             | Prueba                              |
| ----------------------------------- | ----------------------------------- | ----------------------------------- | ----------------------------------- |
| 1996                                | Rostock (Alemania)                  | Medalla de plata                    | 4 × 50 m libre                      |
| 1996                                | Rostock (Alemania)                  | Medalla de bronce                   | 4 × 50 m estilos                    |